# Sedlo pod Úplazom
Sedlo pod Úplazom je horské sedlo v jižní části hlavního hřebene Lúčanské Malé Fatry v nadmořské výšce 988 m pod vrchem Úplaz nad obcí Rajecká Lesná.

## Přístup
- po  značce hlavním hřebenem z vrchu Skalky nebo Sedla pod Hnilickou Kýčerou
- po  značce z Rajecké Lesné přes Rajeckolesnianskou dolinu nebo z obce Valča